# Peuple et justice
Peuple et justice (en bosnien : Narod I Pravda abrégé NiP) est un parti politique de centre droit en Bosnie-Herzégovine. Le parti est fondé le 12 mars 2018.

## Histoire
Le congrès fondateur de Peuple et justice à lieu le 12 mars 2018, après la démission d'Elmedin Konaković de toutes ses fonctions au sein du Parti d'action démocratique.

## Résultats électoraux

### Élections parlementaires
| Année | Voix   | Sièges                    | Sièges              | Rang | Gouvernement        |
| Année | Voix   | Chambre des représentants | Chambre des peuples | Rang | Gouvernement        |
| ----- | ------ | ------------------------- | ------------------- | ---- | ------------------- |
| 2018  | 23 381 | 0 / 42                    | 0 / 15              | 16e  | Extra-parlementaire |
| 2022  | 79 555 | 3 / 42                    | 0 / 15              | 7e   |                     |